# توماس إتش بندر
توماس إتش بندر (بالإنجليزية: Thomas H. Bender)‏ هو مؤرخ أمريكي، ولد في 18 أبريل 1944.